# مذبح ساتورن
 مذبح ساتورن (باللاتينية: Ara Saturni)‏ هو مذبح قديم مخصص للإله ساتورن. تم تشييده في القرن السادس قبل الميلاد، واستمر استخدامه حتى انهيار الإمبراطورية الرومانية. يقع المذبح أمام معبد ساتورن في المنتدى الروماني واكتشفت بقاياه عام 1902.

## الموقع
اكتشف عالم الآثار الإيطالي رودولفو لانسياني بقايا المذبح في عام 1902 بالقرب من قوس سيبتيموس سيفيروس. كان يعتقد في البداية أن البقايا كانت من البركان. يقف المذبح أمام معبد ساتورن، بجوار أمبيليسوس أوربيس روما، وجنوب سيناكولوم المنتدى الروماني.

## التاريخ
تم بناء المذبح قبل معبد ساتورن في القرن السادس قبل الميلاد وظل مستخدمًا لإرضاء الإله ساتورن حتى انهيار الإمبراطورية الرومانية. شيده بيلاسجيانس تكريما لساتورن، أول إله في الكابيتول، والذي سمي ساتورنيا لتكريمه. تذكر المصادر القديمة أن مذبح ساتورن يقع بالقرب من مذبح آخر مخصص للإلهة دوس باتر والإلهة بروسيربينا. يُعتقد أن هذا المذبح قد استضاف مهرجان ساتورن. مذبح ساتورن مستطيل ويبلغ 3.95 by 2.8 متر (13.0 by 9.2 قدم). تم تشييده من كتل الطفة.
اعتقد الرومان أنه يجب إرضاء دوس باتر من خلال تقديم رؤوس بشرية له، ويمكن إرضاء ساتورن من خلال تقديم ضحايا له. على الرغم من ذلك، أصبح من المعتاد استرضاء دوس باتر بأقنعة عليها وجوه بشرية، وكان ساتورن يسترضى بأضواء متأججة؛ هذا يرجع إلى تغيير في تفسير كلمة فوتا، والتي يمكن أن تعني إما «الأضواء» أو «الرجل». أدى هذا التغيير في الممارسة إلى استخدام الشموع في مهرجان ساتورن.